# Псеудоцелом
Псеудоцелом или лажни целом је примарна телесна дупља која се образује као остатак бластулине дупље, бластоцела.
У току ембрионалног развића у лоптастој бластули се образује шупљина бластоцел, примарна телесна дупља. Ако код одрасле јединке заостане бластоцел онда се означава као псеудоцелом. 
Псеудоцелом је испуњен течношћу и није одвојен сопственим омотачем од црева и телесног зида тако да се црево купа у тој псеудоцеломској течности, а само је код усног и аналног отвора спојено за телесни зид. На тај начин су омогућене независне контракције телесног зида и црева (осим на деловима где се спајају). 
Улоге псеудоцеломске течности, односно, саме дупље су:
- псеудоцеломска течност је под притиском тако да има улогу хидрауличног скелета;
- транспорт материја кроз тело тако да црево псеудоцеломата не садржи дивертикулуме, а осим тога ове животиње немају крвни систем.

Животиње које имају псеудоцелом, као телесну дупљу, сврставају се у заједничку групу названу псеудоцеломата. То је веома разноврсна група животиња које имају јако мало заједничких карактеристика тако да су раздвојене у засебне филуме.
Псеудоцеломатама припадају следећи филуми:
- акантоцефале(Acanthocephala)
- ротаторије (Rotatoria)
- ваљкасти црви (Nematoda)
- киноринхе (Kinorhyncha)
- гастротрихе (Gastrotricha)
- нематоморфе (Nematomorpha)
- ентопрокте (Entoprocta)